# Music for the Masses
Music for the Masses är Depeche Modes sjätte studioalbum, utgivet den 28 september 1987. Skivan blev gruppens kommersiella genombrott i USA.

## Låtförteckning

### Originalutgåvan
1. "Never Let Me Down Again" – 4:47
2. "The Things You Said" – 4:02
3. "Strangelove" – 4:56
4. "Sacred" – 4:47
5. "Little 15" – 4:18
6. "Behind the Wheel" – 5:18
7. "I Want You Now" – 3:44
8. "To Have and to Hold" – 2:51
9. "Nothing" – 4:18
10. "Pimpf" – 3:56
"Interlude #1 - Mission Impossible" (dolt spår) – 0:37

### Bonusspår på CD-utgåvan
1. "Agent Orange" – 5:05
2. "Never Let Me Down Again (Aggro Mix)" – 4:55
3. "To Have and to Hold (Spanish Taster)" – 2:34
4. "Pleasure, Little Treasure (Glitter Mix)" – 5:36

Spår 10B är ett instrumentalt mellanspel och inte angivet på skivomslaget.